# Agofrido
Agofrido de Lacroix, O.S.B. (s. VII-738) fue un monje franco miembro de la orden de los benedictinos Era hermano del religioso y abad franco Leofrido, y llegó a ser abad de Lacroix en Normandía.
Es venerado como santo por la Iglesia católica y su memoria litúrgica se celebra el 24 de agosto.